# Містер Олімпія 1994
Містер Олімпія 1994 — одне з найбільш значущих міжнародних змагань з культуризму, що пройшло під егідою Міжнародної федерації бодібілдингу (англ. International Federation of Bodybuilding, IFBB) в Атланті, США. Чинний чемпіон, англієць, Доріан Єйтс після отримання важкої травми плеча і квадрицепса, за місяць до змагання все ж зміг здобути перемогу. Це був 30-й за рахунком конкурс Містер Олімпія.

## Результати
Загальна сума призових склала $275,000.
| Місце | Приз     | Ім'я                         |
| ----- | -------- | ---------------------------- |
| 1     | $100,000 | Велика Британія Доріан Єйтс  |
| 2     | $50,000  | США Шон Рей                  |
| 3     | $30,000  | США Кевін Леврон             |
| 4     | $25,000  | Канада Пол Діллет            |
| 5     | $15,000  | США Портер Котрелл           |
| 6     | $12,000  | США Кріс Корм'є              |
| 7     | $8,000   | Югославія Нассер Ель Сонбаті |
| 8     | $7,000   | Барбадос Чарльз Клермонте    |
| 9     | $6,000   | Австрія Андреас Мюнцер       |
| 10    | $5,000   | Австралія Сонні Шмідт        |
| 11    | $1,000   | США Алк Гарлі                |
| 12    | $1,000   | США Аарон Бейкер             |
| 13    | $1,000   | Югославія Мілош Шарчев       |
| 14    | $1,000   | Франція Тьєррі Пастель       |
| 15    | $1,000   | США Ронні Коулмен            |
| 16    | $1,000   | США Джон Шерман              |
| 17    | $1,000   | Німеччина Ахім Альбрехт      |
| 18    | $1,000   | Німеччина Роланд Цюрлок      |
| 18    | $1,000   | Ліван Самір Баннаут          |
| 18    | $1,000   | США Девід Дірт               |
| 18    | $1,000   | США Майк Квінн               |
| 18    | $1,000   | Німеччина Гюнтер Шлієркамп   |
| 18    | $1,000   | Канада Хендерсон Торн        |

## Визначні події
- Доріан Єйтс виграв свій третій поспіль титул Містер Олімпія, незважаючи на розрив лівого біцепса за кілька тижнів до змагань, деформація на його лівому біцепсі була легко помітна.
- Через травму Доріан Єйтс виникла суперечка, оскільки багато хто вважає, що Шон Рей повинен був стати законним переможцем.